# Дълги стени
Дългите стени са фортификационно съоръжение в Древна Атина.
Въпреки че дълги защитни стени са били издигани на няколко места в Древна Гърция, особено в Коринт и Мегара, терминът Дълги стени (на старогръцки: Μακρὰ Τείχη) най-често се отнася до стените, които свързват Атина с нейните пристанища в Пирея и Фалерон.
Построени в няколко фази, те осигуряват сигурна връзка с морето дори по време на обсада. Стените са имали дължина около 6 км, първоначално са построени в средата на 5 век преди новата ера, разрушени са от спартанците в 403 г. пр.н.е., след поражението на Атина в Пелопонеската война и са възстановени отново с персийска подкрепа през Коринтската война през 395 – 391 г. пр. Хр. Дългите стени са ключов елемент от атинската военна стратегия, тъй като те осигурявали на града постоянна връзка с морето и пречат на пълната му обсада по суша.

## История

### Ранна история
Древната крепостна стена около Акропола е разрушена от персите по време на окупацията на Атика през 480 и 479 г. пр. Хр., част от гръко-персийските войни. След битката при Платея, нахлуващите персийски сили са отблъснати и атиняните могат да заемат отново земята си и да започнат да възстановяват своя град. В началото на реконструкцията започва и строеж на нови стени около самия град (стени на Темистокъл, (на гръцки: Θεμιστόκλειον τείχος)). Този проект предизвика опозиция от страна на спартанците и техните пелопонески съюзници, които са обезпокоени от увеличената мощ на Атина. Спартански пратеници призовават атиняните да не се заемат със строителство с аргумента, че една укрепена Атина ще бъде удобна база за нашественици, ако я превземат, и че Коринтският провлак ѝ осигурява достатъчна защита. Въпреки тези опасения обаче спартанците не протестират категорично и всъщност дават полезни съвети на строителите. Атиняните пренебрегват техните аргументи, напълно съзнавайки, че ако оставят града си без стени, остават изцяло на милостта на пелопонесците. В разказа си за тези събития Тукидид описва поредица от сложни машинации на Темистокъл, с които той разсейва спартанците, докато стените не са изградени достатъчно високо, за да осигурят адекватна защита.
В средата на V век пр. Хр. започват военни действия между Атина и различни пелопонески съюзници на Спарта, по-специално Коринт и Егина. В течение на военните действия, между 462 г. и 458 г. пр. Хр. Атина започва строежа на две допълнителни стени – Дългите стени – едната от града до старото пристанище Фалерон, а другата до новото пристанище Пирея. През 457 г. пр. Хр., една спартанска армия побеждава атинската армия в Танагра, опитвайки се да предотврати строителството, но издигането на стените продължило и те били завършени скоро след битката. Тези стени гарантират, че Атина никога няма да бъде отрязана от доставки по море, стига да контролира мореплаването. Тези стени от Фаза 1а обхващат огромна площ и включват двете основни пристанища.
С изграждането на Дългите стени Атина се превръща в остров и нито една военна сила не може да я завладее само по сушата. (В древногръцката война е почти невъзможно да се превземе един укрепен град, освен чрез обсада, докато се предаде поради страх от гладна смърт.) По този начин Атина разчита на мощната си флота, за да я пази в конфликтите с други градове. Стремящи се да осигурят своя град срещу обсада, атиняните завършили Дългите стени; а надявайки се да предотвратят всички нашествия в Атика, завладяват и Беотия. Така, след като вече контролират Мегара, те овладяват всички подходи към Атика. По време на по-голямата част от Първата пелопонеската война Атина наистина не може да се завземе по суша, но загубата на Мегара и Беотия в края на тази война принуждава атиняните да се върнат към защитата на Дългите стени.

### Късна история
В началото на І век пр. Хр. стените все още са съществували. По време на Първата Митридатова война, обсадата на Атина и Пирея (87 – 86 г. пр. Хр.) е спечелена от римския генерал Сула и той разрушава Дългите стени.